# 牧月22日法令
牧月22日法令（英语 Law of 22 Prairial，法语常称 loi de la Grande Terreur即“大恐怖法”），又名牧月法令，是在1794年6月10日（法國共和曆牧月22日）于法国大革命恐怖统治时期，法国政府制定的法令。该法令由乔治·库东提出并得到罗伯斯庇尔的支持。法令內容包括：公共安全委员会将司法过程简化至僅有起诉与检举兩項程序，延伸革命法庭的管辖范围，且限制被指控者自辯的權利。它将更多人归入革命审判的范围内，革命法庭对所有控告只有死刑一种刑罚。
它通过以下条款内容让整个法国社会产生道德怀疑的风气：

每个市民均被赋予逮捕反革命分子及其同党的权力，并有权将其带到治安官员面前，该治安官员必须马上正式起訴该对象。

国民议会中不少人反对此法令，包括部分公共安全委员会成员，他们担忧权力的过度集中会无可避免地导致独裁以及损害共和国的发展。2个月后的热月政变中，罗伯斯庇尔及山岳党下台，改由督政府执政。牧月22日法令亦于1794年8月1日废除，法国大革命在督政府的限制性投票中开始变得温和。